# كتابة كريلية
الكتابة الكِريلية (وقد يُقال «سِريلية»، وذلك بتأثير من اللغات اللاتينية والإنجليزية) نظام كتابة يُستخدم في عدة أبجديات عبر أوراسيا.
نسبة إلى القديسين كيريل وميثوديوس. هكذا تُلفظ في اللغات التي تستخدمها كالروسية) هي عائلة من الحروف الهجائية ذات مشتقات (مجموعات فرعية) مستخدمة في بعض الدول السلافية الشرقية والجنوبية (مثل لغات: بيلاروسيا، وبلغاريا، وجمهورية مقدونيا، وروسيا الاتحادية، والجبل الأسود وجمهورية صربيا والبوسنة والهرسك وأوكرانيا)، كما تستخدم في العديد من لغات جمهوريات الاتحاد السوفييتي السابقة في بعض اللغات غير السلافية (مثل اللغات: الكازاخية، والقيرغيزية، والطاجيكية والمنغولية). كما استخدمت في الماضي الألفبائية الكيريلية للعديد من لغات أوروبا الشرقية، والقوقاز، وسيبيريا وغيرها.
يعود أصلها إلى بلغاريا، حيث ظهرت عدة كتابات أخرى قبل ظهورها في القرن العاشر للميلاد.
سُمّيت هذه الكتابة تكريما للأخوين البيزنطيين القديسين كِريلوس ومِثوديوس اللذان أنشآ الكتابة الغلاغوليتية. هذه الأخيرة انبثقت منها الكتابة الكريلية، والتي طوّرها وقعّدها أتباع كِريلوس ومِثوديوس.
في مطلع القرن 18 م، عرفت الكتابة الكريلية إصلاحات جسيمة من طرف القيصر الروسي بُطرُس العظيم، والذي كان قد عاد من بعثته في أورُبا الغربية. وقد أخذت الحروف الكريلية بموجِبها أشكالا مشابهة للحروف اللاتينية. أُزيلت عدّة حروف قديمة، وصُمّمت أُخر من طرف القيصر شخصيا (مثل الحرف Я (يا)، والذي هو مُستلهَم من الحرف اللاتيني R). وتمّ كذلك اعتماد فن الخط الغرب-أورُبّي.
مع انضمام بلغاريا إلى الاتحاد الأورُبي في الأول من يناير/كانون الثاني 2007، أصبحت الكريلية ثالث كتابة رسمية له بعد اللاتينية واليونانية.

## كتابة كريلية
اشتُقّت الكريلية من الكتابة اليونانية الإنشية، بالإضافة إلى أحرف من الأبجدية الغلاغوليستية القديمة، بما في ذلك بعض الحروف المزدوجة. استُخدمت هذه الأحرف الإضافية من أجل أصوات اللغة السلافونية الكنسية القديمة غير الموجودة في اليونانية. سُميّت هذه الكتابة تكريما للقديسَين الأخوين البيزنطيَّين كيريل وميثوديوس، اللَّذين اخترعا الأبجدية الغلاغوليستية في وقت سابق. يعتقد الباحثون المعاصرون أن تابعي كيريل وميثوديوس الأوائل هم من طوّروا الكريلية وأضفوا الطابع الرسمي عليها، ولا سيما كليمنت الأوخريدي.
عُدّلت الكتابة الكريلية المُستخدمة في روسيا بشكل كبير، من قبل بطرس الأكبر في أوائل القرن الثامن عشر، بعد عودته من البعثة الكبرى في أوروبا الغربية. أصبحت الحروف الجديدة أقرب إلى الحروف الأبجدية اللاتينية، إذ أزال بطرس الأكبر العديد من الحروف القديمة وابتكر العديد من الحروف الجديدة. اعتُمدت ثقافة الطباعة الغربية الأوروبيّة.

## العلاقة بطرائق الكتابة الأخرى

### الكتابة اللاتينية
استُخدمت الأبجدية اللاتينية في عدد من اللغات المكتوبة بالأبجدية الكريلية، مثل الأذربيجانية والأوزبكية، والصربية، والرومانية (في جمهورية مولدوفا حتى عام 1989، وفي رومانيا طوال القرن التاسع عشر). تحولت بعض الجمهوريات رسمياً من الكريلية إلى اللاتينية، بعد تفكك الاتحاد السوفيتي في عام 1991. تحولت معظم مولدوفا عن الكريلية (باستثناء منطقة ترانسنيستريا المنشقة، حيث تعتبر الكريلية المولدوفية رسمية) وكذلك تركمانستان وأذربيجان. تستخدم أوزبكستان كلا الطريقتين حتى الآن، وبدأت كازاخستان رسميًا باستخدام اللاتينية بدلًا من الكريلية (من المقرر أن تكتمل عملية الانتقال هذه بحلول عام 2025).
فرضت الحكومة الروسية استخدام الكريلية في جميع الاتصالات العامة في كل كيانات روسيا الاتحادية، لإقامة صلات أوثق عبر الاتحاد. أثار هذا القانون الجدل بالنسبة للمتحدثين بالعديد من اللغات السلافية، وتسبب القانون بتداعيات سياسية بالنسبة للآخرين، مثل المتحدثين بالشيشانية والإنغوشية. فرضت الحكومة الشيشانية الانفصالية على سبيل المثال، كتابة لاتينية يستخدمها كثير من الشيشان حتى الآن. يرفض المغتربون على وجه الخصوص، استخدام الأبجدية الكريلية الشيشانية، التي يربطونها بالإمبريالية الروسية.
تستخدم اللغة الصربية القياسية كل من الكتابة الكريلية واللاتينية. الكريلية هي الكتابة الرسمية للحكومة الصربية شكليًا، وفقًا للدستور الصربي، ولا ينظم القانون مع ذلك، أنماط الكتابة باللغة القياسية ولا حتى اللغة القياسية نفسها بأي وسيلة. تكون أنماط الكتابة متكافئة في الممارسة العملية، إذ باتت اللاتينية تُستخدم بصفة أقل رسمية في كثير من الأحيان.
مزجت أبجدية زوانغ، المستخدمة بين خمسينيات وثمانينيات القرن العشرين في أجزاء من جمهورية الصين الشعبية، بين الحروف اللاتينية والصوتية وعددية الأساس والكريلية. أُزيلت الحروف غير اللاتينية، بما في ذلك الكريلية، من الأبجدية في عام 1982 واستعيض عنها بأحرف لاتينية تشبه بشكل دقيق الحروف التي حلت محلها.

## تسمية
إن تسمية «كِريلي» غالبا ما تُربك الناس الذين هم غير مطّلعين على تاريخ هذه الكتابة، فهي لا تُعيّنُ البلاد الأصلية للكتابة (على نحو قول «الكتابة اليونانية»). ويُسمّيها العامّة في الغالب بـ«الأبجدية الروسية»، ذلك لكون اللغة الروسية أكثر اللغات شهرة وتأثيرا من بين اللغات المستخدِمة لهذه الكتابة. وقد أعرب بعض المثقفين البلغاريين عدم رضاهم بهذه التسمية، أبرزهم الكاتب البلغاري ستيفَن تسانِف الذي اقترح تسمية «الأبجدية البلغارية»، وذلك لأجل الدقة التاريخية.
تُعرف هذه الكتابة في اللغات البلغارية، المقدونية، الروسية والصربية، بالإضافة إلى اسم «كِريلي»، باسم «آزبوكا». وهو اسم مشتق من الاسمين القديمين للحرفين الأولين في الكتابة الكريلية: «آز» و«بوكي»، كقول «ألفباء».

## أبجديات كريلية

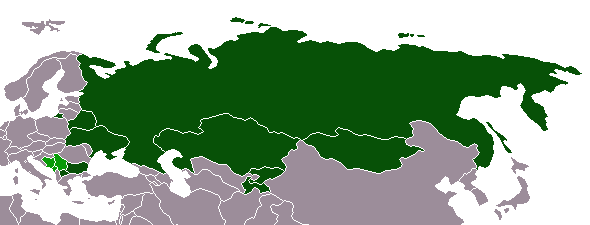
مناطق انتشار الكتابة الكريلية في العالم:
- بالأخضر الغامق: الكريلي هو الكتابة الرسمية الوحيدة.
- بالأخضر المتوسط: الكريلي هو كتابة رسمية بجوار كتابة أخرى.
- بالأخضر الفاتح: الكريلي ليس كتابة رسمية، لكنه واسع الانتشار باعتباره موروثا ثقافيا.
- في ما بقي: الكريلي ليست له أهمية تُذكر.

من بين لغات أخرى، تُعتبر الكتابة الكريلية الكتابة الرسمية في تدوين اللغات التالية:
- لغات سلافية: البلغارية، الروسية، البِلَّروسية، المقدونية، الأُكرانية، الروسينية.
- لغات غير سلافية: الأبخازية، القرغيزية، الطجيكية، المنغولية.

أول كتابة انبثقت من الكريلية هي الكتابة البِرمية، والتي كانت تُكتب بها اللغة الكومية في القرون الوسطى.

## حروف
كانت الكتابة الكريلية بدايةً تتكون من 43 حرفا. من بينهم 24 حرفا يونانيا، والبقية كانت تمثل أصواتا سلافية. كما كانت ستة أحرف من بين الأحرف اليونانية تُستخدم فقط لكتابة الكلمات اليونانية؛ مثلا حرف ثيتا (θ) في كلمة θеодора (ثيودورا)، وهو اسم شخصي للإناث.
| А | Б | В | Г | Д | Е | Ж | Ꙃ | З | И | I | К | Л | М | Н | О | П | Р | С | Т | ОѴ | Ф |
| Х | Ѡ | Ц | Ч | Ш | Щ | Ъ | Ы | Ь | Ѣ | Ꙗ | Ѥ | Ю | Ѫ | Ѭ | Ѧ | Ѩ | Ѯ | Ѱ | Ѳ | Ѵ  | Ҁ |

لم يكن هناك تمييز بين الأحرف الكبيرة والصغيرة في المخطوطات القديمة.

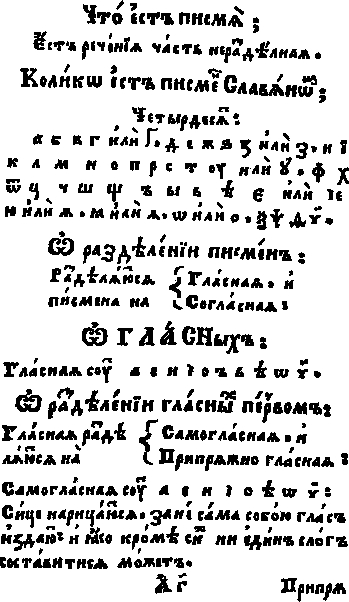
صفحة من "قواعد الكنيسة السلافية" لـ ميليتيوس سموتريتسكي (1619)

| 1     | 2   | 3   | 4           | 5     | 6        | 7     | 8        | 9     |
| А     | В   | Г   | Д           | Є (Е) | Ѕ (Ꙃ, Ꙅ) | З (Ꙁ) | И        | Ѳ     |
|       |     |     |             |       |          |       |          |       |
| 10    | 20  | 30  | 40          | 50    | 60       | 70    | 80       | 90    |
| І (Ї) | К   | Л   | М           | Н     | Ѯ (Ч)    | Ѻ (О) | П        | Ч (Ҁ) |
|       |     |     |             |       |          |       |          |       |
| 100   | 200 | 300 | 400         | 500   | 600      | 700   | 800      | 900   |
| Р     | С   | Т   | Ѵ (Ѵ, Ѹ, Ꙋ) | Ф     | Х        | Ѱ     | Ѡ (Ѿ, Ꙍ) | Ц (Ѧ) |

| الأحرف السلافية                     | الأحرف السلافية                                 | الأحرف السلافية                       | الأحرف السلافية                           | الأحرف السلافية                                   | الأحرف السلافية                           | الأحرف السلافية                                 | الأحرف السلافية                         | الأحرف السلافية                                             | الأحرف السلافية                       | الأحرف السلافية                             | الأحرف السلافية                                   |
| ----------------------------------- | ----------------------------------------------- | ------------------------------------- | ----------------------------------------- | ------------------------------------------------- | ----------------------------------------- | ----------------------------------------------- | --------------------------------------- | ----------------------------------------------------------- | ------------------------------------- | ------------------------------------------- | ------------------------------------------------- |
| А                                   | Б                                               | В                                     | Г                                         | حرف سيريليك غي المقلوب                            | Д                                         | Ђ Dje                                           | Ѓ                                       | Е                                                           | Ё                                     | Є                                           | Ж                                                 |
| З                                   | З́ Zje                                           | Ѕ                                     | И                                         | I منقط                                            | Ї                                         | Й                                               | Ј                                       | К                                                           | Л                                     | Љ                                           | М                                                 |
| Н                                   | Њ                                               | О                                     | П                                         | Р                                                 | С                                         | С́ Sje                                           | Т                                       | Ћ Tje                                                       | Ќ Kje                                 | У                                           | [[Ў Short U\|Ў Short U]] ‏                         |
| Ф                                   | Х                                               | Ц                                     | Ч                                         | Џ                                                 | Ш                                         | Щ                                               | Ъ                                       | Ы                                                           | Ь                                     | Э                                           | Ю                                                 |
| Я                                   |                                                 |                                       |                                           |                                                   |                                           |                                                 |                                         |                                                             |                                       |                                             |                                                   |
| أمثلة للأحرف غير السلافية           |                                                 |                                       |                                           |                                                   |                                           |                                                 |                                         |                                                             |                                       |                                             |                                                   |
| [[Ӑ A with breve\|Ӑ A with breve]] ‏ | Ә Schwa                                         | Ӕ Ae                                  | Ғ Ghayn                                   | [[Ҕ Ge with middle hook\|Ҕ Ge with middle hook]] ‏ | [[Ӻ Ghayn with hook\|Ӻ Ghayn with hook]] ‏ | [[Ӷ Ge with descender\|Ӷ Ge with descender]] ‏   | [[Ӂ Zhe with breve\|Ӂ Zhe with breve]] ‏ | [[Ӝ Zhe with diaeresis\|Ӝ Zhe with diaeresis]] ‏             | Ӡ Abkhazian Dze                       | [[Ҡ Bashkir Qa\|Ҡ Bashkir Qa]] ‏             | [[Ҟ Ka with stroke\|Ҟ Ka with stroke]] ‏           |
| [[Ӊ En with tail\|Ӊ En with tail]] ‏ | [[Ң En with descender\|Ң En with descender]] ‏   | [[Ӈ En with hook\|Ӈ En with hook]] ‏   | Ҥ En-ghe                                  | Ө Oe                                              | Ҩ O-hook                                  | [[Ҏ Er with tick\|Ҏ Er with tick]] ‏             | Ҫ The                                   | [[У̃ U with tilde\|У̃ U with tilde]] ‏                         | [[Ӯ U with macron\|Ӯ U with macron]] ‏ | [[Ӱ U with diaeresis\|Ӱ U with diaeresis]] ‏ | [[Ӳ U with double acute\|Ӳ U with double acute]] ‏ |
| Ү Ue                                | [[Ҳ Kha with descender\|Ҳ Kha with descender]] ‏ | [[Ӽ Kha with hook\|Ӽ Kha with hook]] ‏ | [[Ӿ Kha with stroke\|Ӿ Kha with stroke]] ‏ | [[Һ Shha (He)\|Һ Shha (He)]] ‏                     | [[Ҵ Te Tse\|Ҵ Te Tse]] ‏                   | [[Ҷ Che with descender\|Ҷ Che with descender]] ‏ | Ӌ Khakassian Che                        | [[Ҹ Che with vertical stroke\|Ҹ Che with vertical stroke]] ‏ | Ҽ Abkhazian Che                       | Ҍ Semisoft sign                             | Ӏ Palochka                                        |
| الأحرف الكريلية المستخدمة في الماضي |                                                 |                                       |                                           |                                                   |                                           |                                                 |                                         |                                                             |                                       |                                             |                                                   |
| Ꙗ A iotified                        | Ѥ E iotified                                    | Ѧ Yus small                           | Ѫ Yus big                                 | Ѩ Yus small iotified                              | Ѭ Yus big iotified                        | Ѯ                                               | Ѱ Psi                                   | Ꙟ Yn                                                        | Ѳ Fita                                | Ѵ Izhitsa                                   | [[Ѷ Izhitsa okovy\|Ѷ Izhitsa okovy]] ‏             |
| Ҁ Koppa                             | ОУ Uk                                           | Ѡ Omega                               | Ѿ Ot                                      | Ѣ Yat                                             |                                           |                                                 |                                         |                                                             |                                       |                                             |                                                   |

## تاريخ

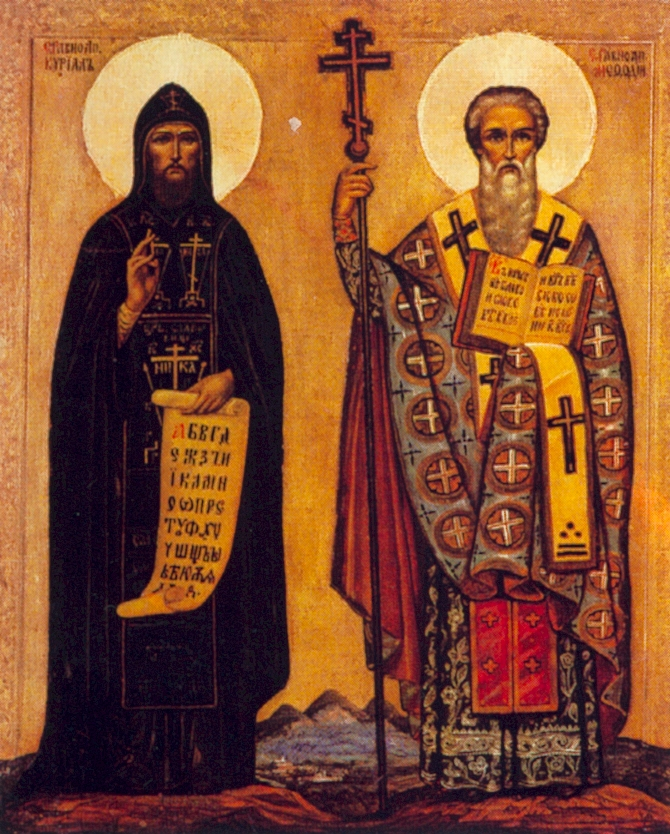
صورة من القرن 18/19 للأخوين كريلوس ومثوديوس تُظهر كريلوس وهو يحمل صحيفة عليها الأبجدية الكريلية.

يعتقد أن أول أشكال الأبجدية السريلية ظهرت في العام 940 ميلادية.
الأبجدية الكريلية هي إحدى الأبجديتين (إضافة إلى الغلاغوليتسا) اللتين كتبت بهما اللغة البلغارية القديمة وكذلك شكلت النظام الكتابي لأي لغة استخدمتها.
أول استخدام مؤكد لتسمية الكريلية كان في روسيا في القرن 18 الميلادي لاحقا لإصلاحات القيصر بيتر الأول.
تختلف الحروف المستخدمة في الأبجدية السريلية من لغة سلافية إلى أخرى. على سبيل المثال تفتقد السريلية البلغارية المعاصرة ما يقرب من عشرين حرفاً من الحروف السريلية القديمة (مثل يات ѣ / ять )، يوس ѫ / юс) وغيرها.

## هوامش
1. ↑  أو 44 حرفا بإدراج حرف كوبا، وهو حرف عددي فقط؛ ليست له قيمة صوتية

## مواقع خارجية
- تحرير أبجدية سريلية

| الحروف الكيريلية | الحروف الكيريلية | الحروف الكيريلية | الحروف الكيريلية | الحروف الكيريلية | الحروف الكيريلية | الحروف الكيريلية | الحروف الكيريلية | الحروف الكيريلية | الحروف الكيريلية | الحروف الكيريلية | الحروف الكيريلية | الحروف الكيريلية | الحروف الكيريلية | الحروف الكيريلية | الحروف الكيريلية | الحروف الكيريلية | الحروف الكيريلية | الحروف الكيريلية | الحروف الكيريلية | الحروف الكيريلية | الحروف الكيريلية | الحروف الكيريلية | الحروف الكيريلية |
| ---------------- | ---------------- | ---------------- | ---------------- | ---------------- | ---------------- | ---------------- | ---------------- | ---------------- | ---------------- | ---------------- | ---------------- | ---------------- | ---------------- | ---------------- | ---------------- | ---------------- | ---------------- | ---------------- | ---------------- | ---------------- | ---------------- | ---------------- | ---------------- |
| Аа               | Бб               | Вв               | Гг               | Ґґ               | Ѓѓ               | Дд               | Ђђ               | Ее               | Ѐѐ               | Ёё               | Єє               | Жж               | Зз               | Ѕѕ               | Ии               | Ѝѝ               | Іі               | Її               | Йй               | Јј               | Кк               | Ќќ               | Лл               |
| Љљ               | Мм               | Нн               | Њњ               | Оо               | Пп               | Рр               | Сс               | Тт               | Ћћ               | Уу               | Ўў               | Фф               | Хх               | Цц               | Чч               | Џџ               | Шш               | Щщ               | Ъъ               | Ыы               | Ьь               | Ээ               | Юю               |
| Яя               |                  |                  |                  |                  |                  |                  |                  |                  |                  |                  |                  |                  |                  |                  |                  |                  |                  |                  |                  |                  |                  |                  |                  |
| غير الصقلبية     |                  |                  |                  |                  |                  |                  |                  |                  |                  |                  |                  |                  |                  |                  |                  |                  |                  |                  |                  |                  |                  |                  |                  |
| Ӑӑ               | Ӓӓ               | Әә               | Ӛӛ               | Ӕӕ               | Ғғ               | Ӷӷ               | Ӻӻ               | Ԁԁ               | Ԃԃ               | Ҕҕ               | Ӗӗ               | Ҽҽ               | Ҿҿ               | Ӂӂ               | Җҗ               | Ӝӝ               | Ҙҙ               | Ӟӟ               | Ԑԑ               | Ӡӡ               | Ԅԅ               | Ԇԇ               | Ӥӥ               |
| Ӣӣ               | Ӏ                | Ҋҋ               | Ққ               | Ҟҟ               | Ҡҡ               | Ӄӄ               | Ҝҝ               | Ԟԟ               | Ԛԛ               | Ӆӆ               | Ԉԉ               | Ԓԓ               | Ӎӎ               | Ҥҥ               | Ңң               | Ӊӊ               | Ӈӈ               | Ԋԋ               | Ӧӧ               | Өө               | Ӫӫ               | Ҩҩ               | Ҧҧ               |
| Ҏҏ               | Ҫҫ               | Ԍԍ               | Ҭҭ               | Ԏԏ               | Ӳӳ               | Ӱӱ               | Ӯӯ               | Үү               | Ұұ               | Ҳҳ               | Ӽӽ               | Ӿӿ               | Һһ               | Ҵҵ               | Ӵӵ               | Ҷҷ               | Ӌӌ               | Ҹҹ               | Ӹӹ               | Ҍҍ               | Ӭӭ               | Ѥѥ               |                  |
| القديمة          |                  |                  |                  |                  |                  |                  |                  |                  |                  |                  |                  |                  |                  |                  |                  |                  |                  |                  |                  |                  |                  |                  |                  |
| Ҁҁ               | Ѹѹ               | Ѡѡ               | Ѿѿ               | Ѻѻ               | Ѣѣ               | Ꙗꙗ               | Ѥѥ               | Ꙓꙓ               | Ѧѧ               | Ѩѩ               | Ѫѫ               | Ѭѭ               | Ѯѯ               | Ѱѱ               | Ѳѳ               | Ѵѵ               | Ѷѷ               | Ꙟꙟ               |                  |                  |                  |                  |                  |
| تاريخ • قديمة    |                  |                  |                  |                  |                  |                  |                  |                  |                  |                  |                  |                  |                  |                  |                  |                  |                  |                  |                  |                  |                  |                  |                  |